# 서균형
서균형(徐鈞衡, 1340년 ~ 1391년)은 고려의 문신이다. 본관은 달성(達城)이며, 서진(徐晉)의 증손이다. 
1360년(공민왕 9) 문과에 급제하여 1366년(공민왕 15) 우정언(右正言)이 되었다. 1388년 문하평리(門下評理)로서 명나라에 사신으로 다녀왔다.
1389년(공양왕 1) 정당문학(政堂文學)으로서 왕명을 받아 폐왕 우왕을 강릉에서 살해하였다. 1390년 예문관대제학을 역임하고, 1391년 양광도도관찰사(楊廣道都觀察使)로 재직 중 졸하였다. 시호는 정평(貞平)이다.

## 서균형이 등장하는 작품

### 드라마
- 《정도전》(KBS, 2014년~2014년, 배우:고상현)
- 《태종 이방원》(KBS, 2021년~2022년, 배우:미상)